# 진아리
진아리는 플라워링 하트에 등장하는 소녀 캐릭터이다.

## 소개
- 상징꽃: 분홍색 진달래, 연핑크 벚꽃(사랑의 인사, 기쁨)
- 상징석: 루비, 가넷(사랑, 평화)
- 상징색: 핑크색.
- 마음의 상징: 사랑
- 변신아이템: 로맨틱 립스, 진달래 반지.[1]
- 특기: 패션, 뷰티

## 상세
12세. 이작품의 여주인공으로 분홍색 조금은 긴단발머리를 한 소녀로 머리에 상징꽃인 진달래 헤어핀을 하고 있다. 멋 부리기를 좋아하는 서울시 꽃망울 초등학교의 5학년 1반의 여학생. 해피라는 이름의 포메라니안을 키우고 있다. 가족관계는 외동인 듯. 5학년이 되기 전부터 우수하, 선우민과는 친한친구사이. 변신하면 장발로 변한다.

## 작중 행적

### 1기
봄 5학년 첫 학기를 맞아 단짝친구인 수하, 민과 함께 고민상담소를 만들었고 어느날 하늘에서 떨어진 뚱보 햄스터 뚱이를 길가에서 주워 자기집으로 데려가게 된다. 하지만 뚱이는 그냥 햄스터가 아니라 마법을 아는 특이한 존재였고 어느날 자신의 담임 선생님인 안여린이 절망에 빠지자 선생님의 고민을 들어주고 싶어하는데 그 때 뚱이를 발견할 때 같이 손에 넣었던 마법 꽃반지의 힘으로 선생님으로 변신하게 되어 안여린 선생님에게 희망을 준다. 그리고 뚱이의 본래 모습인 마법계 왕자 체스도 처음 알게된다.
3, 4화에서는 수하, 민과 함께 3인조 아이돌로 변신하여 라일라의 노래 "샤이닝스타(shinning ster)"를 부르며 사라진 라일라를 찾고 인기 가수 라일라의 고민을 해결했다.
6화에서는 슈엘이 전학오게 되자 "와,인형처럼 생겼어."라고 말한다.
6화에서는 백주연의 고민을 들어준다. 주연이는 몸이 뚱뚱해서 같은 반 아이들에게 놀림받았으나 유일하게 준이란 이름의 남학생은 주연이에게 상당히 잘 대해주었고 이로 인해 주연이는 준이를 좋아하게 되었다. 하지만 준이가 아버지 사업때문에 미국으로 유학을 떠나게되어 기껏 그에게 잘보이려고 다이어트하고 고백하려던 주연이의 꿈이 깨지려하자 패션 코디네이터로 변신해 주연이를 예쁘게 꾸며놓는다. 덕분에 주연이는 준이에게 자신의 마음을 전달하고 떠나보낼 수 있었다.
7~8화에서는 광고 기획자인 수하의 어머니가 라이벌인 빅토리 진과 건강 음료 광고 제작을 놓고 대결할 때 수하와 함께 인턴으로 변신해 수하의 어머니를 도와 광고를 따낸다. 그런데 빅토리 진은 다름 아닌 아리의 아버지였고, 자신이 아빠일을 망쳐버려 죄책감을 가져 저녁 식사 자리에서 울음을 터뜨린다. 대신 아버지가 주말에 놀이공원에 데려다주는 것으로 위안을 삼았다.
10화에서 피겨 스케이팅 선수로 변신해 하은이에게 트리플 점프를 보여주려다 넘어져 오히려 자신이 절망에 빠지려 했지만 포기하지 말라는 하은이의 외침에 절망에서 간신히 벗어나기도 했다.
12화에서 고민상담부끼리 단체로 비행기를 타고 제주도로 떠나게되었는데 스튜어디스로 일하는 민의 사촌언니 선우란이 절망에 빠지자 스튜어디스로 변신해 선우란을 격려하고 비행기 안에서 저혈당증을 앓고있는 남자를 응급치료한다. 저혈당증에는 단 음식이 (사탕,과자,젤리,등) 약인데 슈엘의 방해로 기내식 보관시설에 모든 음식들이 엉망이 되지만 다행히 같이 타고있는 남자아이의 사탕이 남아있었다. 그래서 그 남자아이에게 사탕을 빌려주면 남자아이가 사람을 구하는 영웅이 된다는 비밀을 알려주고 환자를 극적으로 구했다.
할아버지의 버스를 타고 할머니가 계시는 민박집으로 간다. 제주도의 바닷가로 놀러갔다. 동생이 없었으면 좋겠다는 언니의 말에 충격을 받고 집을 나간 신소미를 찾아서 자신이 목걸이를 망가뜨리는 바람에 화가 난 언니의 기분을 풀려고 고민 중이던 소미에게 모래사장에 조개들을 주워 그걸로 새로 목걸이를 만들라고 조언을 했지만, 행방불명된 소미를 찾아 혼자 바닷가를 헤매다 물가에 떨어진 소미의 밀짚모자를 주으려다가 수심깊은 물에 빠져 위기에 처한다. 그리고 인간으로 돌아온 체스에게 구조를 받았다.
제주도에서 돌아온 후 체육시간 중에 혼자 운동장을 빠져나와 마침 야외 미술 시간에 풍경화를 그리던 트럼프에게 접근해 그릴게없으면 자신의 그림을 그려달라고 부탁했다. 트럼프는 아리의 그림을 그린 후 그걸 수하에게 대신 아리에게 전달하라고 부탁했다. 트럼프가 그려준 그림을 받고 난 이후 민과 수하에게서 슈엘이 유괴되었단 소식을 듣고 친구들과 함께 경찰관으로 그림을 보고 좋아하던 중에 슈엘에게서 그녀가 트럼프와 약혼 관계임을 알고 조금 실망하였다.
민과 수하에게서 슈엘이 유괴되었단 소식을 듣고 친구들과 함께 경찰관으로 변신해 슈엘을 찾으러간다.경찰차를 직접 운전하여 유괴범들의 아지트를 찾아내어 햄스터 뚱이를 파이프 구멍 안으로 들어가게 하여 슈엘이 갇혀있는 방을 손쉽게 발견했다. 유괴범 2인조는 민이 쓰러뜨리고 슈엘도 무사히 구출한다.
17화에서는 수하, 민과 함께 민의 집에 찾아가 민이의 동생들을 돌보았다. 민의 부모님이 집을 비웠기 때문에 민 혼자 동생들 돌보기도 버거워하는데 그중 막내동생들인 금이&은이에게 머리카락이 잡아당기기까지 했다. 슈엘이 아리 일행 몰래 금이&은이가 먹을 이유식에 소금을 많이 넣고 안방에 들어가 민이 부모님의 결혼사진이 담겨진 액자를 바닥에 떨어뜨리고 티슈를 엉망진창으로 만드는 금이&은이에게 책임을 덮어씌우는 바람에 민이 절망에 빠지자 베이비시터로 변신하여 적극적으로 민의 동생들을 돌본다.
18화에서는 민의 동생들과 기차놀이도 하고 동화책을 들려준다. 중간에 다같이 낮잠에 들지만 체스가 목이 몰라서 물을 마시려하자 컵이 무거워서 아리의 옷에 물을 쏟고만다. 이때문에 자다 놀란 금이&은이가 울고 건이&강이가 다시 벽에 낙서를 하자 이번엔 공원으로 놀러가서 기분전환을 한다. 도중에 트럼프도 끼어서 건이&강이와 같이 축구 놀이를 하였다.
19화에서는 수하, 민, 체스, 슈엘과 함께 놀이공원에 놀러갔다. 체스와 함께 대관람차를 타려고했는데 중간에 체스가 자신과 아리가 먹을 솜사탕을 사러 자리를 비운 사이, 트럼프가 온 바람에 체스 대신 트럼프와 같이 타게되었다. 아리는 트럼프와 같이 타게 된 걸 좋아하면서도 돌아오지 않은 체스를 내심 아쉬워하고 있다. 그리고 제주도 바다에서 자신을 구해준 트럼프에게 진심으로 고마워하는데 정작 트럼프는 속으로 자신은 아리를 구하지 않았으니 이제 와서 그 사실을 밝히면 자신은 아리에게 실망받을지 모른다며 당황할 뿐이다.
슈엘의 음모로 전력이 끊긴 대관람차가 화재에 휩싸이면서 트럼프와 함께 꼼짝없이 갇히고 만다. 다행히 수하와 민이 소방구조대원으로 변신하여 아리와 트럼프를 극적으로 구출하였다. 제주도와 마찬가지로 본인의 변신 및 활약은 없었으나 대신 마지막에 다수의 사람들로부터 희망 에너지를 전송하는 역할은 지켰다. 뒤늦게 자신을 걱정하고 돌아온 체스를 보자 마주보고 웃었다.
21화에서는 트럼프에게 데이트 신청을 받자, 멋진 데이트를 위해 요리를 했지만 전부 다 실패하고 만다. 그러나 변신한 수하와 민의 도움으로 요리랑 고민상담소가 멋지게 꾸며진다.
22화에서 슈엘의 방해로 고민상담소가 엉망이 되었다. 이 때문에 시간을 공들여 계획했던 일이 수포로 돌아가서 제대로 충격받아 울며 트럼프에게 미안한 마음으로 오늘 데이트 약속은 취소하자는 전화를 남기고 집으로 돌아갔다. 그러나 햄스터 상태의 체스가 풀죽은 아리를 다시 일으켜세워 같이 수제 초콜릿을 만드는 대인배 행동을 보이자 아리도 다시 용기를 내어 공원에서 트럼프에게 다시 만나자고 약속했다.
23화 때도 트럼프를 만나지 못했던 일 때문에 실망하며 집에 돌아가던 중 버려진 강아지를 발견하게 되고 집으로 데려온다.질투하는 해피를 다그치곤 잠시 뚱이에게 해피와 만난 과거 이야기를 하다가 정돈 후 강아지 이름을 뭉치로 짓는다. 그리고 친구들과 뭉치의 새 주인들을 찾을 수 있게 유기견 보호센터로 가게 된다. 개들을 돌보며 지내다 보호센터의 사정이 좋지 않고 훗날 강아지들의 운명에 대해서 듣게 되고 뚱이가 강아지들의 강한 절망 에너지를 감지하고 친구들과 함께 변신하여 애견미용사가 된다.
그리고 해피와 애완견들이 사이좋게 지내는 모습을 확인하며 희망 에너지 회수에 성공하지만 자신을 철저히 짓밟으려는 슈엘의 현혹 마법에 해피가 이끌려가다가 뒤에 온 트럭에 치이는 모습을 보고 또 다시 충격받고 만다.
25화에서 지난화에 일어난 해피의 사고로 인해 자책감에 빠져 이번화에는 계속 우울한 모습이였다. 거기에 모자라 아리를 불행하게 만들게 하려는 슈엘을 보게 되면서 슈엘의 정체까지 알아버린 상태이다.
결국 해피의 사고로 인한 절망감과 슈엘의 대한 배신감으로 인해 엄청난 절망에너지를 내뿜는다.
해피가 슈엘의 마법으로 살아나자 아리도 슈엘이 해피를 살렸다는 것을 알게되자 기뻐서 슈엘을 안아준다.

### 2기
진아리 일행과 체스는 자신의 잘못을 깨달은 슈엘을 자신들의 동료로 받아들이고, 슈엘과 함께 희망 에너지를 모으기 위해 활동한 그 첫 번째 활약은 같은 반 친구인 나래의 고민. 나래는 태권도장을 운영하시는 부모님 때문에 하고 싶은 걸 못하고 태권도만 해왔지만, 얼마 전 나래는 발레리나들이 발레공연하는 모습을 보고, 발레리나를 동경하지만 부모님의 강한 반대와 태권도에 대한 기대에 부딪쳐 발레를 하고 싶다고 말을 할 수 없었다며 고민 상담부에 있는 진아리 일행에게 찾아온다.
수하, 민과 함께 발레리나로 변신하여 나래에게 발레 기술을 가르쳐주고 1화에 이어 두번째로 선생님이 되어 나래의 부모님에게 학예 발표회에 와줄 것을 설득했지만, 와이즈를 소환하여 최도진 선생님을 조종해 절망에너지를 모으려는 트럼프의 음모로 나래가 체육관 창고에 갇히게되자 수하, 민, 슈엘과 함께 사라진 나래의 행방을 찾으러 나선다.
결국 최도진 선생님이 하수구에 버린 창고 열쇠를 찾아 창고 문을 열고 나래를 구해주었다. 그러나 나래는 이미 학예회가 끝나지 않았을까 노심초사하는데 다행히 아직 학예회는 나래의 차례를 기다리는 사람들 덕분에 끝나지 않았다. 이후 나래가 마법의 힘을 되찾은 슈엘 덕분에 용기와 희망을 얻고 발레무대를 마무리짓고 끝나는 줄 알았는데 트럼프가 와이즈로 최도진 선생님을 조종해 강당을 난장판으로 만들어 버린 것을 목격한다. 이때 체스가 빛의 마법을 사용하면서 빛의 수호자로 변신, 신 기술 ‘힐링 레이’로 최도진 선생님을 정화했다. 모든 사건이 끝난 후 허기진 배를 달래고자 친구들과 함께 떡볶이 파티하러가는 것으로 마무리된다.
이번엔 아리일행 4명과 고동우가 마을 내 흥미로운 소재거리를 찾아 신문을 만드는 과제를 받게되었다. 동우가 공룡덕후란 사실을 알고 놀라워하며 그가 마을 어딘가에 파묻힌 공룡 화석을 찾는데 반강제적으로 참여한다. 공터를 열심히 판 끝에 벨로키랍토르의 발톱 화석을 손에 넣고 다음날에 더 찾기로 하지만 다음날 그 지역에 새로 개발 공사가 진행되는 바람에 화석을 모으려는 동우의 꿈이 좌절될 위기에 처한다.
고생물학자로 변한 수하와 슈엘이 벨로키랍토르의 화석을 제시하며 공사 중단을 촉구하지만 이미 트럼프에게 조종당한 건설업자와 인부들은 그대로 강행하는 바람에 위기에 처하지만 민과 함께 리포터로 변신하여 도시 전체에 화석이 발견되었단 사실을 실시간으로 보도하여 사람들의 관심을 끄는데 성공하면서 개발공사가 중단될 수 있었다. 그후 트럼프에게 조종당한 인부들도 힐링 레이로 정화하고 무사히 화석에 관한 내용을 신문 기사로 실었다.
자신의 어머니 임지호가 오랫동안 일을 쉬고 주부생활을 했으나 최근에 패션 디자이너로 복귀할지 말지를 고민하고 있다. 그때 아리는 자신의 앨범 사진을 보여주며 어머니가 꿈을 다시 갖도록 하여 이에 지호는 디자이너 복귀를 결심하고 패션 디자이너 오디션에 참가한다. 아리와 아버지 빅토리 진도 지호의 오디션을 보러왔는데 트럼프의 어둠의 마법으로 흑화한 멘토들이 지호의 멘토를 보는 것을 거절하는 바람에 어머니의 꿈이 사라질 위기에 처한다. 이때 어머니를 걱정하던 아리는 패션 디자이너로 변신해 엄마를 도우려한다.
패션 디자이너로 변신한 아리는 쥬얼백의 에너지를 사용해 참가자와 관객들에게 ‘쥬얼백 매직’이란 마법을 걸어놓은 후, 자신의 어머니의 멘토가 되어 지호를 도와준다. 먼저 참가자 3명이 쓸만한 옷들을 다 가져가버리는 바람에 남은건 저고리밖에 없는 상황이지만, 그것만으로도 최대한 멋지게 꾸미는 작업을 모녀가 함께 발휘했다. 이제 남은건 패션쇼 스테이지인데 마땅한 모델이 없다는 또다른 위기에 봉착했지만 마침 슈엘과 민이 모델로, 수하가 메이크업아티스트로 변신하여 도와준다. 그리고 무대 뒷편에 숨어있던 체스를 보게된다.
체스에게 모델로 나갈 것을 부탁하지만 체스가 부끄러운 나머지 거절하려 했음에도 지호에게 참가하겠다고 멋대로 끌어들인다. 체스도 하는 수 없이 참가한 상황에서 슈엘, 민, 체스의 런웨이를 수하, 지호와 함께 좋은 결과가 나오길 지켜보았다. 트럼프에게 조종당하는 수석 디자이너의 방해에도 슈엘, 민, 체스가 훌륭하게 런웨이를 마무리짓고 최고 점수를 받는데 수석 디자이너가 마지막까지 형편없다고 조롱하지만 지호가 자신이 비록 형편없다고 비판받을지라도 마지막까지 노력해서 최고의 디자이너가 되겠다고 맞받아치자 어머니의 용기에 마음 속으로 감동했고 지호가 우승을 차지하고 힐링 레이로 수석 디자이너를 정화한 후, 도주한 트럼프의 흔적을 쫓아서 오디션장 밖으로 나가지만 결국 트럼프를 찾지 못하였다.
학교 끝나고 집에서 삼겹살 파티 벌이러갔다. 며칠후에는 수하, 민과 함께 실컷 놀고 저녁에 돌아가는 길에 멀리서 나오는 희망 에너지를 보고 체스에게 너희들도 좀 분발하라는 소리를 들었다.
슈엘이 자주 가는 라온의 편의점에 안여린 선생님이 들렸다가는 모습을 포착했다. 그리고 그 뒤를 따라가는데 안여린 선생님은 사실 구승리 감독의 썬더스톰 야구단의 선수로 속해있었다. 이후 반 친구들과 함께 여성 야구 경기에서 선생님을 응원하는데 레드 페퍼스의 압도적인 강함에 썬더스톰 야구단이 고전하면서 이길 수 없을 것이라는 절망에 빠지자 그들에게 희망을 주고자 슈엘, 수하와 함께 치어리더로 변신한다.
치어리더로서 희망의 응원을 펼친 덕분에 썬더스톰 야구단은 다시 일어서서 반격을 가하지만 트럼프가 레드 페퍼스 야구단을 어둠의 마법으로 조종하면서 다시 분위기는 레드 페퍼스에게로 넘어가고 점수도 6:3까지 벌어진데다 썬더 스톰의 주장이 부상당하는 상황이 벌어졌다.바로 이때 야구선수로 변신한 민이 교체선수로 나와 분위기 전환을 마련하기 위해 쥬얼백을 사용하여 썬더스톰 야구단에게 마법을 건다.
민이와 안여린 선생님의 활약으로 썬더스톰이 점수를 7:6으로 기적같은 역전승을 거두고 힐링 레이로 레드 페퍼스에게 걸린 어둠의 마법을 정화했다.경기 승리로 인해 무수히 나온 희망 에너지를 전송하는 것으로 마무리한다.
꽃망울 초등학교 5, 6학년이 경주로 수학여행을 떠나게 되었는데 버스 안에서 잠시 잠든 사이 얼굴낙서를 하려는 나기찬에게 짜증을 냈다. 사진 속 문화재를 찾아 같은 장소에 온 사람들끼리 한조가 되어 인증 사진을 찍는 미션을 수행하는데 우연히도 불국사에서 트럼프와 다시 만나게된다. 트럼프는 아리 몰래 어둠의 마법을 쓰고 다녔기 때문에 오랜만에 만난 아리를 보고 어색한 반응을 보였지만 같은 장소에 왔으니 아리랑 같이 사진을 찍었다. 이후 숙소에 도착했는데 여기서도 나기찬이 우물 안에 귀신이 산다고 했지만 믿지 않았고, 기찬이가 귀신으로 변장하자, 배게 싸움으로 쫓아 보낸다.그날 밤 잠자리에 들었을 때 슈엘이 트럼프와 한조가 된 아리에게 트럼프가 절망 에너지 모으고 있다며 경계를 늦추지 말라고 충고하자 아리는 자신의 눈에 트럼프는 악한 사람으로 보이지 않았다고 했다. 한편 나기찬이 밤중에 화장실 찾아 우물가를 지나다 우물 속에서 해충이 튀어 나오면서 밖에 나온 아이들 모두 위험에 처한다. 이때 트럼프는 아리의 옆에 가만히 있었고, 이번 사건의 범인은 칸나비스의 직속부하로 파견된 오셀로로 밝혀진다.
민과 슈엘이 해충전문가로 변신하여 오셀로가 조종하는 해충들을 몰아내면서 위기를 모면했다. 2일차 아침 체육시간에 아직 뚱이 상태였던 체스가 이제는 아리에게 모든걸 말해야겠다며 아리의 귓가에 트럼프의 진실을 고백하려했지만 아리는 듣지 않고 체스를 날려버렸다. 다른 친구들이 각자 다른 볼거리를 구경하는 동안, 안압지에서 트럼프와 다시 둘만의 시간을 갖게 된 아리는 호수 중심으로 온갖 아름다운 풍경을 사진으로 담다가 트럼프의 사진도 같이 찍었다. 그후 덤벙대다 넘어져 호수 밑으로 떨어지려할 때 트럼프가 손을 잡아줘서 물에 빠지는 것을 면했다. 다만 자신의 우스꽝스러운 모습이 사진에 찍혀서 약간 기분이 상했다. 그런 아리를 본 트럼프는 오랜만에 미소를 지었다. 이후 오셀로가 폭풍우를 일으켜 아이들을 석굴암 동굴 속에 가둬 다시금 위기에 몰아넣는데 이때 수하가 고고학자로 변신해서 직접 나선다.
수하의 활약으로 석굴암의 지하 비밀 통로를 이용해 아이들 모두 밖으로 무사히 탈출했다. 이후 힐링 레이로 오셀로가 파괴한 석굴암을 원상복구 시킨 후 수학여행 마지막 밤을 맞아 캠프 파이어를 가졌다. 이때 아리는 안압지에서 슈엘과 체스가 말한대로 지금까지 사건을 일으킨 범인이 트럼프인지 사실을 확인하고자 질문을 던졌는데 트럼프는 숨김없이 모두 자신이 일으킨 범행임을 밝혔고, 수학여행이 끝나면 더 이상 엮일 일이 없을테고 앞으로 아는 척도 하지말라는 말을 듣는다.
지금까지 모든 사건을 일으킨 범인이 트럼프라는 것을 알고 아이들 모두 경계하기로 했다. 다만 아리는 왜 트럼프가 이런 짓을 저지르고 다니는지가 궁금했는데 그건 잠시 덮어두고 지나가던 같은 반 학생 김유니를 우연히 발견하고 우주비행사를 꿈꾸는 유니가 이번에 인공위성 드림호의 탑승체험자를 희망하여 공모전에 나가려는 것을 알게된다. 자신이 운이 없다고 생각하는 유니를 위해 아리 일행 모두 나서서 사연영상을 만들어 공모전에 응모했으며 이후 유니가 탑승체험자로 뽑히자 모두들 기뻐했다.일주일 후 발사 당일날 유니의 초대를 받고 항공 우주연구소로 향했다. 즐거운 마음으로 유니가 드림호에 탑승하는 순간을 바라보지만 트럼프가 유니와 같이 탄 우주비행사 한울을 조종하여 우주선을 멋대로 발사하는 바람에 우주선에 갇힌 유니는 물론, 관제실의 연구원들까지 절망에 빠지게 되자, 아리 일행은 유니와 한울을 비롯한 연구소의 연구원들을 구하기 위해 우주비행사로 변신했다.
희망호를 타고 우주로 날아가 슈엘과 함께 구출조로 직접 유니 구출에 나섰다. 유니가 기지를 발휘하면서 무사히 아리와 슈엘에게 구출되었지만 한울이 아리의 발목을 잡는 바람에 아리가 드림호 안으로 떨어졌다. 어둠의 마법에 지배당한 한울이 자신을 괴롭히자 어떻게든 한울을 떼어놓으려고하는데 그때 추진기에서 나온 빛으로 어떻게든 한울을 따돌리고 이후 체스가 빛의 마법으로 한울을 정화시킨 뒤 유니와 한울을 희망호에 태우고 지구 귀환 작전을 시도한다. 하지만 아까 드림호에 갇혔을 때 드림호 내부의 벽과 충돌한 바람에 뒤에 장착한 추진기가 고장나고 이때문에 산소 고갈로 희망호로 돌아가지못하고 우주에서 고립할 위기에 처하지만 트럼프가 아리를 구하기 위해 오자 손을 내민다.체스는 트럼프 때문에 아리가 위험에 빠진 것을 알고 다시 한번 아리를 위험에 빠뜨리면 자신이 가만 안 두겠다고 했다. 그러자 트럼프는 아리를 지킬 힘도 없는 체스야말로 자신의 일에 끼어들지 말라며 태연히 뒤돌아서서 떠났다. 비록 차갑고 냉혹한 악당으로 변했지만, 아리는 여전히 자신을 향한 마음을 떨치지 못하고, 자신을 구해준 트럼프를 향해 안타까워 했다.
트럼프에 대한 일로 뚱이와 다투다가 참지 못하고 나가라 소리치고 뚱이도 기꺼이 나가준다. 뚱이가 나가고 침대에서 뒹굴다가 밖으로 나와 슈엘, 민과 다 함께 과자를 먹는다.
아리는 체스 때문에 화가 난 나머지 투덜거리며 과자를 먹고 있었는데, 슈엘이 아리에게 체스와 화해할 것을 권유하던 그 순간 수하의 보석이 빛나는 것을 보고 서둘러 동물원으로 향한다.뒤늦게 동물원에 도착한 아리와 친구들은 수하와 체스가 어둠의 마법에 걸린 어미 하마를 발견하게 되고, 그곳으로 몰래 들어간 아리와 친구들은 수하, 체스와 함께 힐링레이를 해 사건을 해결하자 어미 하마가 원래 모습으로 돌아온 것을 보고 기뻐한다.
안여린과 구승리의 결혼식이 다가오고 아리, 수하, 민은 두 사람을 위한 축가를 부르는 역할이었지만 화음이 안 맞아서 마술 쇼로 바꾸었다. 테이블 마술 연습이 잘 되지 않자 체스가 아리에게 신경 써주는데 체스와 투닥거린다.
결혼식 당일 트럼프가 어둠의 마법으로 흑화시킨 까마귀 떼들의 습격으로 결혼식이 열리는 강당이 엉망진창이 되어버리자 아리, 수하, 민이 마술사로 변신해 사건 해결에 나섰다. 이후 슈엘이 최대한 시간을 벌고 안여린과 구승리, 관계자들을 불러들이자 드디어 환상적인 마술 쇼가 시작되었다. 엉망이 된 결혼식장도 화려하게 복구는 물론, 연습 때는 실패했던 테이블 마술도 성공하면서 테이블 속에서 마법같이 다과들이 소환되어 관객들을 탄성짓게했다. 그때 트럼프가 까마귀떼로 또 훼방을 놓지만 힐링레이로 정화하니 원래의 비둘기떼로 돌아와 천장을 날아가는 모습을 보며 사람들은 이것도 마술인가라고 착각했다. 전날 슈엘이 열심히 만든 탄생석 결혼 반지를 슈엘 대신 아리가 마술로 안여린과 구승리에게 건네주고 이렇게 두 사람이 서로의 손가락에 반지를 끼우는 것으로 결혼식은 끝났다.
안여린 선생님의 결혼식 이후, 수하가 음료수를 마시며 책을 읽고 있던 그때 자신의 과자를 뺏어 먹은 기찬이를 쫓아가다 수하가 읽던 책에 음료수를 실수로 쏟는 바람에 미안하다는 사과 한마디도 없이 과자를 뺏어 먹은 기찬이를 혼낸다. 어느덧 크리스마스가 다가오고 아리는 친구들과 함께 크리스마스 파티를 하기 위해 가게에서 케이크를 사려고 하지만, 수하는 파티에 참석하지 않겠다며 집으로 돌아가버리자 아리는 수하가 자신 때문에 화가 났던 나머지 체스와 함께 수하네 집을 찾아간다. 그러나 수하네 집을 찾아간 수하에게 카드를 전해주러 가지만, 카드를 전해주지도 못한 채 집으로 돌아가자, 트럼프가 마을 중앙광장에서 어둠의 마법을 사용하여 마을 광장을 혼란에 빠트린다. 한편 쥬얼백의 신호를 듣고 다급해진 아리는 다른 동료들과 연락하여 마을 중앙 광장으로 출동한 사이, 아리는 체스에게 수하를 찾아가 광장에서 합류하자는 부탁을 하게 된다. 광장에 도착한 아리는 슈엘과 민이로부터 트럼프가 어둠의 마법을 사용하여 크리스마스 트리를 쓰러트렸다는 소식을 듣게 되고, 아리는 슈엘, 민과 함께 파티시엘로 변신하여 절망에 빠진 케이크 가게주인과 마을 사람들을 도와주기 위해 나선다.
크리스마스 트리가 쓰러지고 그때문에 가게도 부서지는 바람에 당장 수습부터 필요한 상황인데 이때 수하가 빵과 과자로 트리를 만드는 신선한 아이디어를 내놓는다. 수하는 민과 함께 녹차 케이크를 만들어 그것으로 탑을 쌓아 트리를 만들고 아리와 슈엘은 마법으로 크리스마스 케이크를 만드는데 집중한다.작업이 순조롭게 진행되는 도중에 트럼프가 산타 직원과 루돌프 모형을 조종하여 다시 난리를 일으키려하지만 힐링 레이로 정화하고 크리스마스 거리에 모인 사람들의 희망을 되찾게했다. 그후 수하는 체스와 민의 설득으로 수하가 아리의 크리스마스 카드를 보고 먼저 앙금을 풀고 아리에게 우정의 딸기 생크림 케이크를 선물하면서 화해한다.아리 일행의 행복한 크리스마스가 되었다.
이후 수하에게서 그녀가 체스를 좋아한다는 말을 듣고 체스같은 순수한 친구는 누구나 좋아할 만 하다며 수하의 사랑이 잘 되길 바라는 의미로 어디 좋은데 놀러가기로 제안했다. 이때 수하는 이번에 아버지와 비서 르네를 데리고 F1 레이싱 경기를 보러간다.그곳에서 수하의 아버지네 회사에서 밀어주고있는 레이스 선수 김경연 선수를 만나 그녀의 연습 주행을 관람한다. 하지만 그녀의 경쟁자인 콜드맨이 의도적으로 경연의 과거 트라우마를 다시 떠올리게하는 공작을 펼치는 바람에 대회를 앞두고 경연은 자신때문에 또 다치는 사람이 생기면 어떡할지 불안한 나머지 절망 에너지를 발산했다.
아리, 민, 슈엘은 피트크루로 같은 팀의 레이서인 수하와 경연의 차량을 점검하고 타이어를 교체하는 역할을 담당했다. 아리 일행의 또한번 눈부신 활약으로 경연은 콜드맨을 꺾고 당당히 우승을 차지함으로서 트라우마를 극복했고 직후 수하의 아버지가 샴페인을 터트리면서 그들을 축하해주었다. 하지만 수하가 아버지의 재혼 문제로 갑자기 사라지자 흩어져서 수하를 찾는데 아리는 고민상담부실을 찾았지만 거기엔 수하가 없었다. 그때 수하는 동물원에 있었고 체스가 가까스로 그녀를 찾았다.
수하를 찾지못하고 민과 슈엘 곁으로 돌아가다가 보신각 지붕 위에서 트럼프가 어둠의 마법을 자신에게 걸어 폭주하는 상황을 직면한다. 이대로라면 오빠가 죽을지도 모른다며 걱정하는 슈엘의 손을 잡으면서 자신이 반드시 트럼프를 되찾겠다고 약속한다. 직후 트럼프를 덮쳐 잠시 그를 원래대로 되돌리지만 트럼프는 이미 우리 둘은 너무 먼 곳을 왔다며 냉정하게 뒤돌아섰다. 그럼에도 아리는 그때 우주에서 고립될 위기에 처했던 자신을 구해준 건 진심이 아니었냐며 트럼프를 향한 마음을 포기하지 않았다.트럼프를 구하겠다는 굳은 의지가 쥬얼백에서 기적을 일으키면서 보통 때는 체스가 시전해야 변신할 수 있던 빛의 마법을 스스로 하게 되는 경지에 이르렀다.임무 실패로 트럼프는 플라워링 왕국으로 강제소환되고 드디어 아리는 칸나비스와 첫 대면하게 된다. 칸나비스는 유치한 희망 에너지 놀이나 하는 체스를 비난하며 그를 어둠의 마법 광선으로 공격하지만 수하가 체스를 구하고 대신 칸나비스의 마법 공격을 맞아 결국 그녀의 꼭두각시 인형으로 세뇌당하고 만다.칸나비스가 수하와 트럼프를 데리고 사라진 후, 아리는 민, 슈엘, 체스와 함께 플라워링 왕국으로 가 하트 플라워를 되살려 사랑하는 연인 트럼프와 절친 수하를 구하고 칸나비스의 사악한 검은야망을 저지하기 위해 플라워링 왕국으로 모험을 떠난다.

## 같이 보기
- 슈엘
- 우수하
- 선우민
- 플라워링하트